# Adrián Guľa
Adrián Guľa (Nováky, 29 giugno 1975) è un allenatore di calcio ed ex calciatore slovacco, di ruolo centrocampista, tecnico del Riga FC.

## Carriera
Dopo aver passato due stagioni al Viktoria Pilsen, il 7 giugno, firma un contratto con i polacchi del Wisła Kraków.

## Palmarès

### Giocatore

#### Competizioni nazionali
- 2. Liga (Slovacchia): 1

Inter Bratislava: 2008-2009

### Allenatore

#### Competizioni nazionali
- 2. Liga (Slovacchia): 1

AS Trenčín: 2010-2011
- Campionato slovacco: 1

Žilina: 2016-2017